# Toskabank
Der Berg Toskabank ist ein 887 m ü. NHN hoher Gipfel im oberen Erzgebirge. Er liegt in der Gemarkung Neudorf im Südosten der Gemeinde Sehmatal und südwestlich der Gemeinde Bärenstein im sächsischen Erzgebirgskreis, Deutschland.

## Lage und Umgebung
Der Gipfel Toskabank gehört mit dem direkt nördlich gelegenen Gipfel Feuerturm 851 m ü. NHN zum Höhenzug Stahlberg, nach welchem die zu Bärenstein gehörige Siedlung Stahlberg benannt wurde. Der Höhenzug Stahlberg bildet die Wasserscheide zwischen dem Pöhlbach im Osten und der Sehma im Westen.
Der Gipfel Toskabank befindet sich zwischen den Orten Niederschlag (zu Bärenstein) im Osten, Hammerunterwiesenthal (zu Kurort Oberwiesenthal) im Süden und Kretscham-Rothensehma und Neudorf (zu Sehmatal) im Westen. Westlich des Bergs entspringt der in die Sehma mündende Lampertsbach. Südlich des Gipfels verläuft die Trasse der heute als Fichtelbergbahn bekannten Schmalspurbahn Cranzahl–Kurort Oberwiesenthal.

## Geschichte
Die Namen der Gipfel Feuerturm und Toskabank entstanden erst im 19. Jahrhundert bzw. Anfang des 20. Jahrhunderts. Im 16. Jahrhundert und später ist der Höhenzug nur als Stahlberg bekannt. Abgegrenzt wurde der Höhenzug mit seinen Abhängen im Westen und Norden vom Lampertsbach, im Osten vom Pöhlbach und im Südwesten bzw. Süden von den Flurgrenzen von Neudorf und Kretscham-Rothensehma. Er gehörte ins kursächsische Amt Schlettau. Nach 1650 ging der Name des Stahlbergs allmählich auf die durch böhmische Exulanten gegründete Siedlung über, die sich auf der nordöstlich vorgelagerten Höhe südlich des Orts Bärenstein entwickelte. Der Flurname Stahlberg trat letztmals im Jahr 1824 auf. Danach wurde er durch die Bezeichnungen Steinberg/Feuerturm für den nördlichen Teil und Toskabank für den südlichen Teil ersetzt.
Die südliche und höchste Erhebung des Stahlbergs erhielt zu Beginn des 20. Jahrhunderts die Bezeichnung Toskabank. Benannt ist sie nach Toska Eberwein, deren Mann zu dieser Zeit Oberförster in Kretscham-Rothensehma war. Dieser entstammte einer Försterfamilie und setzte sich sehr für die Entwicklung des Fremdenverkehrs und somit zusätzlicher Verdienstmöglichkeiten für den Ort ein. Eberwein ließ auf dem Höhenrücken Ruhebänke aufstellen. Die nach dem Ersten Weltkrieg aufgestellten Plastiken von Rehen und Hirschen existieren heute nicht mehr im Original. Sie wurden in der Gegenwart erneuert und ergänzen die Ruhebank am Aussichtspunkt.
Früher bot sich vom Aussichtspunkt auf dem Gipfel ein weiter Rundblick über das obere Erzgebirge, unter anderem zum Eisenberg und nach Böhmen. Mittlerweile ist der Ausblick durch Baumbewuchs eingeschränkt.

## Wege zum Gipfel
Der Gipfel ist über den Kammweg Erzgebirge-Vogtland von Westen über Kretscham-Rothensehma oder von Norden über den Feuerturm erreichbar. Der Stoneman Miriquidi, die anspruchsvollste Mountainbikestrecke im Erzgebirge, verläuft auf dem Abschnitt Fichtelberg – Bärenstein im südlichen und östlichen Bereich der Toskabank.